# Moncel-sur-Vair
Moncel-sur-Vair is een gemeente in het Franse departement Vosges in de regio Grand Est en maakt deel uit van het arrondissement Neufchâteau. De gemeente telde 180 inwoners op 1 januari 2022.

## Geschiedenis
Moncel-sur-Vair maakte deel uit van het kanton Coussey tot het kanton op 22 maart 2015 werd opgeheven werden de gemeenten opgenomen in het kanton Neufchâteau.

## Geografie
De oppervlakte van Moncel-sur-Vair bedraagt 7,3 vierkante kilometer; Op 1 januari 2022 was de bevolkingsdichtheid 24,7 inwoners per km².
De onderstaande kaart toont de ligging van Moncel-sur-Vair met de belangrijkste infrastructuur en aangrenzende gemeenten.

## Demografie
Onderstaande figuur toont het verloop van het inwonertal.
Autigny-la-Tour · Autreville · Attignéville · Avranville · Barville · Bazoilles-sur-Meuse · Beaufremont · Brechainville · Certilleux · Chermisey · Circourt-sur-Mouzon · Clérey-la-Côte · Coussey · Domrémy-la-Pucelle · Frebécourt · Fréville · Grand · Greux · Harchéchamp · Harmonville · Houéville · Jainvillotte · Jubainville · Landaville · Lemmecourt · Liffol-le-Grand · Martigny-les-Gerbonvaux · Maxey-sur-Meuse · Midrevaux · Mont-lès-Neufchâteau · Moncel-sur-Vair · Neufchâteau · Pargny-sous-Mureau · Pompierre · Punerot · Rebeuville · Rouvres-la-Chétive · Ruppes · Sartes · Seraumont · Sionne · Soulosse-sous-Saint-Élophe · Tilleux · Trampot · Tranqueville-Graux · Villouxel